# Zitronenbeere
Die Zitronenbeere (Triphasia trifolia (Burm. f.) P.Wilson, Syn.: Limonia trifolia Burm. f., Triphasia aurantiola Lour.), auch Limettenbeere, Limeberry, Orangeberry genannt, ist eine Pflanzenart aus der Gattung Triphasia innerhalb der Familie Rautengewächse (Rutaceae). Ihr natürliches Verbreitungsgebiet liegt im tropischen Südostasien, etwa in Malaysia oder auf den Philippinen.

## Beschreibung

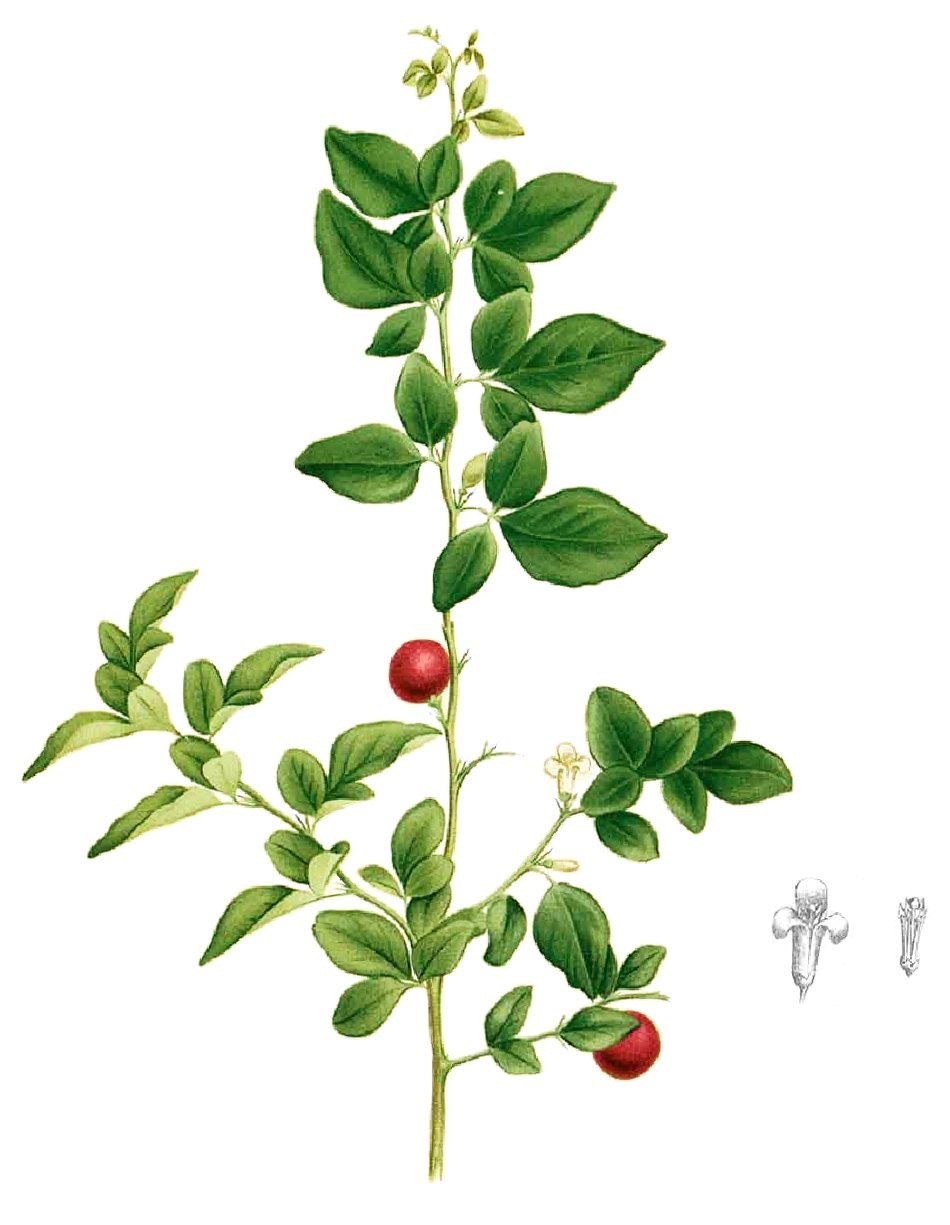
Illustration

### Vegetative Merkmale

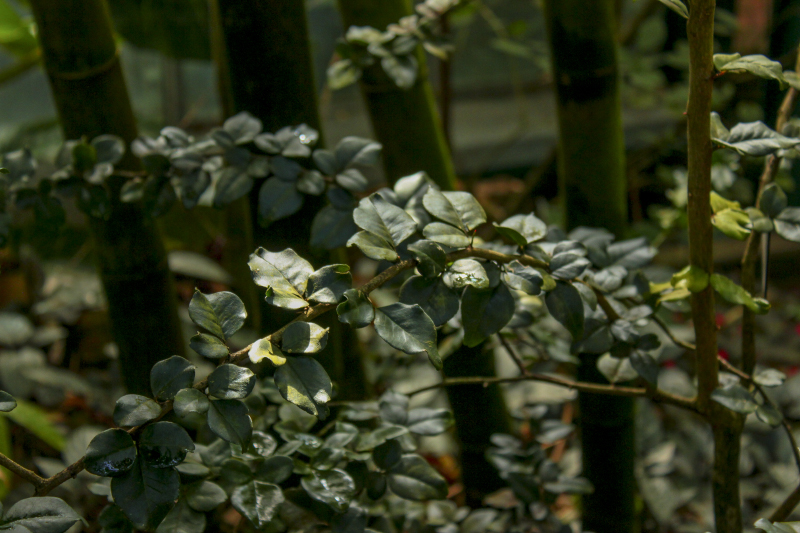
Laubblätter

Triphasia trifolia ist ein bedornter, immergrüner Strauch und erreicht Wuchshöhen von 3 Metern oder etwas mehr. 
Die kurz gestielten Laubblätter sind dreizählig, und jedes dunkelgrüne, glänzende, kurz gestielte, ganzrandige bis feingekerbte, ledrige, steife Blättchen ist 2 bis 5 Zentimeter lang sowie 1 bis 3,5 Zentimeter breit. Das vorderste Blättchen ist um einiges größer als die seitlichen zwei. Die eiförmigen bis rundlichen, fast kahlen, unterseits hell- bis fahlgrünen Blättchen sind stumpft bis gestutzt oder rundspitzig und oft eingebuchtet, seltener spitz. Die Nervatur ist gefiedert, mit oberseits leicht eingeprägter Mittelader und undeutlichen Seitenadern. Es können jeweils ein oder zwei Nebenblattdornen vorkommen.

### Generative Merkmale
Es werden achsel- oder endständige, kurze und traubige, wenigblütige Blütenstände gebildet oder die Blüten erscheinen einzeln. Die zwittrigen, kleinen Blüten sind dreizählig mit doppelter Blütenhülle, 1 bis 2 Zentimeter groß und verströmen einen intensiven würzig-blumigen Geruch. Der dreizipflige Kelch ist klein. Es sind drei weiße, glockenförmig verwachsene Kronblätter mit zurückgelegten Zipfeln und zwei Kreise mit je drei Staubblättern vorhanden. Der kahle, längliche Fruchtknoten mit kurzem, dickem Griffel mit fleischiger, kopfiger und gelappter Narbe ist oberständig. Es ist ein Diskus vorhanden.

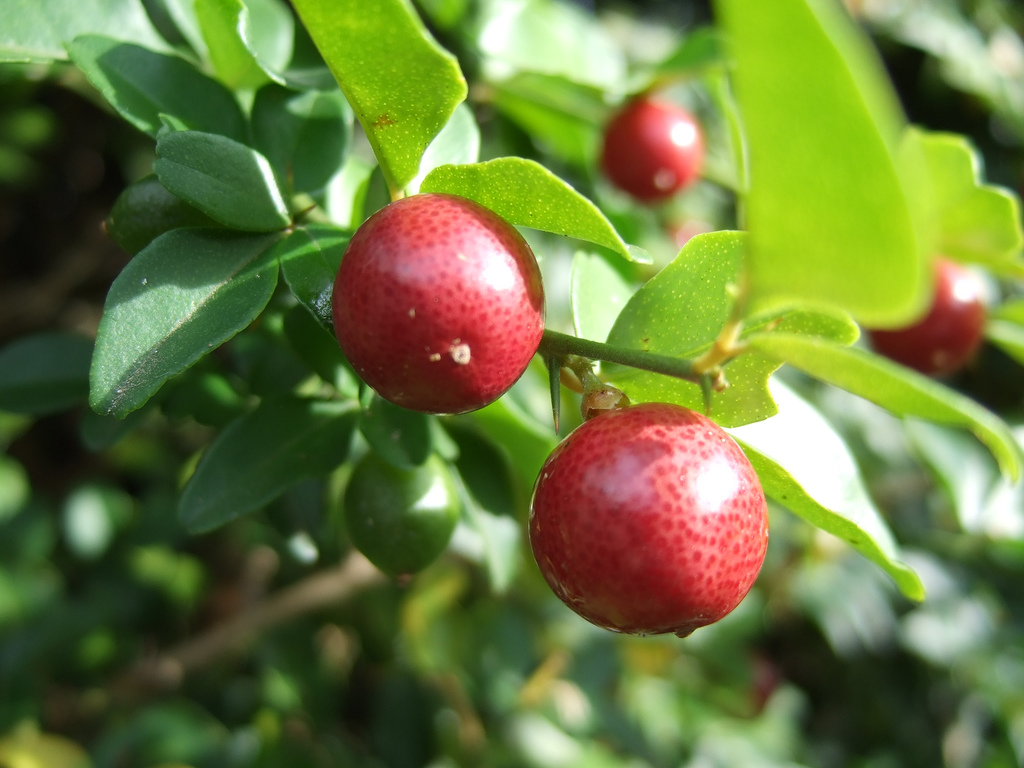
Früchte

Die rundlichen bis eiförmigen, kleinen und glatten, bis dreisamigen Früchte sind essbare, feingepunktete Beeren, 1 bis 1,5 Zentimeter groß und werden bei Reife intensiv rot. Der Geschmack des „Fruchtmarks“ erinnert an eine süß-herbe Limette, wobei die feste Schale deutlich bitterer schmeckt als das saftige „Fruchtfleisch“.

### Chromosomenzahl
Die Chromosomenzahl beträgt 2n = 18.

## Vorkommen
Das natürliches Verbreitungsgebiet von Triphasia trifolia liegt im tropischen Südostasien. Sie kommt in Bangladesch, auf den Andamanen, auf den Nikobaren, in Myanmar, Vietnam, Malaysia, Indonesien, in Borneo, Java, Neuguinea, auf den Philippinen, Molukken, Marianen, Salomonen und auf den Keeling Islands vor. Die Art wir aber in vielen Ländern kultiviert und ist auch vielfach ein Neophyt, etwa in Florida, Texas, Mittel- und Südamerika.

## Nutzung
In vielen subtropischen und tropischen Regionen wird die Zitronenbeere wegen ihrer essbaren Früchte angebaut und in einigen tropischen Gebieten könnte sie sogar eine potentielle, vielversprechende Nutzpflanze darstellen. In vielen Regionen wird Triphasia trifolia als invasive Pflanze angesehen.